# Karolina Siódmiak
Karolina Siódmiak, z d. Tomaszewicz, (ur. 14 września 1981 roku w Rynie) – polska piłkarka ręczna grająca na pozycji rozgrywającej, reprezentantka Polski. Dwukrotna mistrzyni Polski seniorek (2004 z AZS AWFiS Nata Gdańsk, 2012 z GTPR Gdynia).

## Życiorys
Jest wychowanką UKPR Giżycko. Od 1998 do 2004 występowała w barwach AZS AWFiS Nata Gdańsk, z którym sięgnęła po mistrzostwo Polski (2004) i dwa brązowe medale mistrzostw Polski (2002, 2003). Od 2004 występowała we francuskiej drużynie Havre AC Handball, z którą pięciokrotnie z rzędu zdobyła wicemistrzostwo Francji (2006, 2007, 2008, 2009, 2010) oraz dwukrotnie Puchar Francji (2006, 2007). W sezonach 2008/2009 i 2009/2010 została wybrana najlepszą zagraniczną zawodniczką oraz środkową rozgrywającą sezonu ligi francuskiej. Po sezonie 2009/2010 miała roczną przerwę w karierze sportowej z uwagi na macierzyństwo. W sezonie 2011/2012 występowała w GTPR Gdynia, zdobywając swoje drugie w karierze mistrzostwo Polski. w latach 2012-2014 ponownie występowała we Francji, w drużynie Cercle Jules Ferry Fleury-les-Aubrais. W 2014 została zawodniczką AZS Łączpol AWFiS Gdańsk.
W reprezentacji Polski debiutowała 5 marca 2005 w towarzyskim spotkaniu z Ukrainą. Wystąpiła w mistrzostwach świata w 2005 (19 m.) i mistrzostwach Europy w 2006 (8 m.). Ze startu w mistrzostwach świata w 2007 wyeliminowała ją kontuzja. Zrezygnowała z gry w kadrze narodowej w 2008, po rozegraniu 50 spotkań, w których zdobyła 140 bramek. W marcu 2012 powróciła do gry w drużynie narodowej. W 2013 wystąpiła na mistrzostwach świata, zajmując z drużyną 4 miejsce.
Jest żoną piłkarza ręcznego Marcina Siódmiaka i bratową Artura Siódmiaka, wielokrotnego reprezentanta Polski w piłce ręcznej.
Pseudonim sportowy - „Karo” i „Karol”.
W marcu 2017 roku zawodniczka poinformowała o zakończeniu kariery sportowej.